# Loma Linda, Guanajuato
Loma Linda är en ort i Mexiko.   Den ligger i kommunen Cortazar och delstaten Guanajuato, i den centrala delen av landet, 230 km nordväst om huvudstaden Mexico City. Loma Linda ligger 1 740 meter över havet och antalet invånare är 365.
Terrängen runt Loma Linda är platt åt nordväst, men åt sydost är den kuperad. Runt Loma Linda är det ganska tätbefolkat, med 214 invånare per kvadratkilometer. Närmaste större samhälle är Valle de Santiago, 19,5 km väster om Loma Linda. Trakten runt Loma Linda består till största delen av jordbruksmark.